# Сладуево
Сладуево (на македонска литературна норма: Сладуево) е малко село в община Демир Хисар, Северна Македония.

## География
Разположено е на 635 m надморска височина, на десния бряг на река Черна, на 4 km от общинския център Демир Хисар по пътя за Кичево или Крушево. Землището на Сладуево е 1,2 km2, от които обработваемите площи са 80 ha.

## История
В XIX век Сладуево е чисто българско село в Битолска кааза, нахия Демир Хисар на Османската империя. През 90-те години на XIX век Васил Кънчов отбелязва, че Сладуево е чифлик с 8 къщи. Цялото население на селото е под върховенството на Българската екзархия.
На Етнографската карта на Битолския вилает на Картографския институт в София от 1901 година Сладуево е чисто българско село в Битолската каза на Битолския санджак с 8 къщи.
По данни на секретаря на екзархията Димитър Мишев („La Macédoine et sa Population Chrétienne“) в 1905 година в Сладуево има 80 българи екзархисти.
През 1961 година Сладуево има 109 жители, които през 1994 година намаляват на 81, а според преброяването от 2002 година селото има 77 жители, всички македонци.
| Националност | Всичко |
| македонци    | 77     |
| албанци      | 0      |
| турци        | 0      |
| роми         | 0      |
| власи        | 0      |
| сърби        | 0      |
| бошняци      | 0      |
| други        | 0      |

Църквата в селото е „Свети Илия“.